# 臨済宗妙心寺派

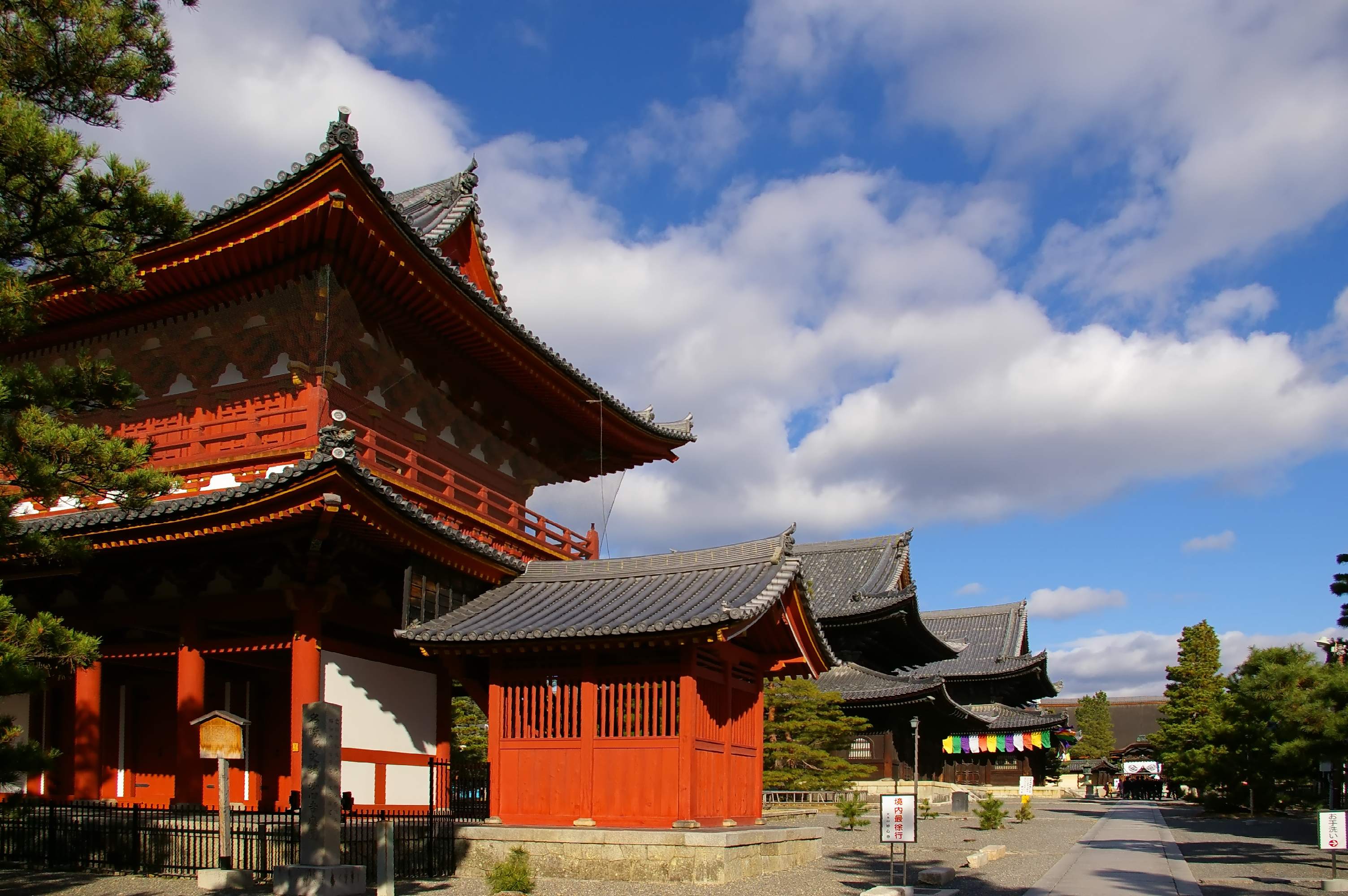
妙心寺

臨済宗妙心寺派（りんざいしゅうみょうしんじは）は、臨済宗の宗派。関山派とも言う。大本山は妙心寺。臨済宗最大の宗派として知られる。

## 歴史
1337年に関山慧玄により創設された臨済宗の宗派で本山は京都市・花園にある妙心寺。塔頭寺院には桂春院・春光院・退蔵院・隣華院などがある。末寺は約3,400を持つ臨済宗最大の宗派であり、白隠慧鶴もこの法系に属する。
大本山である妙心寺は、かつては平安京の北西部を占める場所にあり、花園上皇の花園御所（離宮萩原殿）があった。花園上皇は、1335年（建武2年）に落飾して法皇となり、花園御所（離宮萩原殿）を禅寺に改めることを発願した。

## 関山四派
- 龍泉門派(景川派)-景川宗隆(本如実性禅師)・龍泉庵(妙心寺塔頭)
- 東海門派(悟渓派)-悟渓宗頓(佛徳廣通禅師)・瑞龍寺
- 霊雲門派(特芳派)-特芳禅傑(大寂常照禅師)・龍潭寺
- 聖澤門派(東陽派)-東陽英朝(大道眞源禅師)・少林寺

## 歴代管長
1. 関鰲巓（鰲巓道契）
2. 関無学（無学文奕）
3. 今川貞山（貞山宗恒）
4. 釈越溪（越溪守謙）
5. 関無学（無学文奕）
6. 蘆匡道（匡道慧潭）
7. 関無学（無学文奕）
8. 小林虎関（虎関宗補）
9. 関実叢（実叢定真）
10. 東海猷禅（猷禅玄達）
11. 豊田毒湛（毒湛匝三）
12. 圓山元魯（元魯笛川）
13. 関盧山（盧山恵行）
14. 川嶋昭隠（昭隠會聡）
15. 五葉愚溪（愚溪慧忠）
16. 神月徹宗（徹宗智性）
17. 東海瞎禅（瞎禅東達）
18. 峯尾大休（大休宗悦）
19. 古仲鳳洲（鳳洲玄瑞）
20. 後藤瑞巌（瑞巌宗碩）
21. 山本玄峰（玄峰宜詮）
22. 杉本全機（全機宗圓）
23. 三浦承天（承天宗杲）
24. 古川大航（大航宗琢）
25. 梶浦逸外（逸外宗實）
26. 山田無文（太室無文）
27. 松山萬密（萬密宗香）
28. 倉内松堂（松堂大閑）
29. 春見文勝（文勝無覚）
30. 松山寛恵（仁山寛恵）
31. 西片擔雪（義保擔雪）
32. 東海大光（大光禅棟）
33. 河野太通（太通祖玄）
34. 嶺興嶽（興嶽道隆）
35. 小倉宗俊（雪峰宗俊）
36. 山川宗玄（宗休宗玄）

## 主な寺院
- 妙心寺
- 海禅寺
- 難波寺
- 寒山寺
- 重秀寺
- 大中寺
- 禅林寺
- 一畑寺
- 興源寺
- 吸江寺
- 清昌寺
- 掌善寺